# Wise Registry Cleaner
Wise Registry Cleaner (cunoscut ca și Wise Registry Cleaner FREE), dezvoltat de wisecleaner.com, este un program utilitar folosit pentru a curăța intr[rile nevalide ale registrului Windows, a defragmenta și a optimiza registrul unui calculator.

## Părerile criticilor de specialitate
Editorii CNET a dat un rating aplicației de  4.5 / 5 stele, numind-o "extrem de recomandată" și "un instrument indispensabil", în ciuda unor erori minore.
Aplicația a primit, de asemenea, rating ridicat și recenzii pozitive din partea celor mai mari situri de critică de specialitate și de distribuire internațională de programe, cum ar fii CHIP.de german 
și internațional PCWorld.com.